# Sông Javary

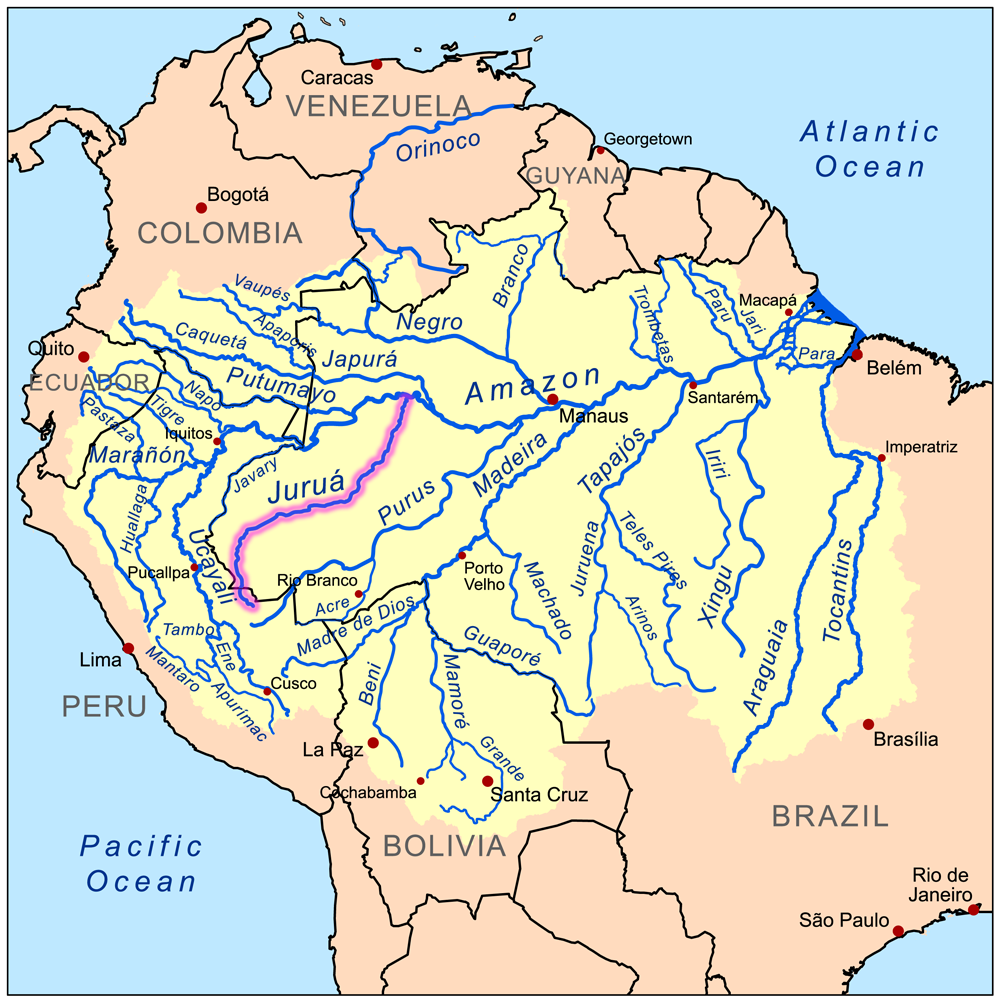
Bồn địa sông Amazon với sông Javary được in đậm

Sông Javary hay sông Yavarí (tiếng Tây Ban Nha: Río Yavarí) là một chi lưu dài 1.184 km của sông Amazon và tạo thành trên 500 mi (804,67 km) biên giới giữa Brasil và Peru. Sông có khả năng thông hành bằng canoe đến 900 mi (1.448,4 km) phía trên cửa sông đến khởi nguồn tại cao nguyên Ucayali, nhưng tàu hơi nước chỉ có thể tiếp cận đến 260 mi (418,4 km). Ủy ban Biên giới Brasil vào năm 1866 đã tới ngã ba sông với Shino với nhánh Jaquirana. Sông chảy qua vùng đồng quê sông cực kỳ ngoằn nghèo và rất phẳng, tương tự như đặc điểm của sông Jurua.
Sông Javary là một trong những nơi tốt nhất để quan sát động vật hoang dã Amazon, bao gồm cá heo sông Amazon và tucuxi. Có một số khu dực trữ tư nhân nhỏ xung quanh bờ sông, và cũng có thể quan sát các động vật hoang dã tại đây
Thị trấn Benjamin Constant nằm ở cửa sông, bên bờ phía Brasil.